# The Stairs (1950)
The Stairs (zu deutsch Die Treppe) ist ein US-amerikanisch-kanadischer Dokumentar-Kurzfilm von Ben Maddow aus dem Jahr 1950, der auch das Drehbuch schrieb. Der Film beschäftigt sich mit den Herausforderungen, die das Altern mit sich bringt.

## Inhalt
Für Mrs. Potter wird der erzwungene Ruhestand ihres Mannes im Alter von 65 Jahren zu einer Herausforderung, da ihr Mann sich danach sehr verändert und lustlos und unglücklich in den Tag hineinlebt. Als er einige Jahre später stirbt, zieht Mrs. Potter zu ihrer Tochter und deren Familie. Dort muss sie sich neuen Lebensumständen stellen, die nicht immer zu ihrer Zufriedenheit sind. Beispielsweise kommt es zu Unstimmigkeiten zwischen ihr und ihrer Tochter hinsichtlich der Kindererziehung. Zusammen kommt man jedoch zu der Einsicht, dass gegenseitiger Respekt hilfreich ist, ebenso, wie dem anderen zu zeigen, dass man ihn wertschätzt.
So macht Mrs. Potter sich Gedanken, wie sie mit den Veränderungen in ihrem Leben umgehen soll und was dazu führen könnte, ein lohnendes und engagiertes Leben zu führen. Ihr Versuch, sich einen Job zu suchen, schlägt fehl, da man in dem Geschäft, in dem sie sich vorstellt, einen jüngeren Bewerber bevorzugt. Mrs. Potter gibt jedoch nicht auf, sondern versucht, die Stufen der Treppe, die das Schicksal für sie noch bereithält, mit Würde zu erklimmen.

## Produktionsnotizen
Es handelt sich um eine Produktion von Film Documents, Inc., präsentiert von The Department of Mental Health, State of SC, unterstützt von The National Association for Mental Health Inc.
Veröffentlicht wurde der Film in den USA am 1. Januar 1950.
Die Film Documents Inc. war auf der Oscarverleihung 1951 in der Kategorie „Bester Dokumentar-Kurzfilm“ mit dem Film für einen Oscar nominiert, der jedoch an Edmund Reek und seinen Film Why Korea? ging.

## Auszeichnung
- Oscarverleihung 1951: Nominierung in der Kategorie „Bester Dokumentar-Kurzfilm“ für
  - Film Documents, Inc. mit The Stairs